# Chiesa di Santa Croce (Arezzo)
La chiesa di Santa Croce è un luogo di culto cattolico della città di Arezzo, che sorge nella via omonima.

## Storia e descrizione
La chiesa sorse sul luogo di un tempio pagano del II secolo a.C. ed è documentata per la prima volta nel 1081. In quell'anno vicino alla chiesa era stato fondato un convento di monache benedettine, dette le signore di Santa Croce, che furono obbligate da Cosimo I de' Medici a trasferirsi entro le mura, dopo la costruzione della nuova cinta muraria. L'esterno della chiesa ha conservato le strutture del XII secolo soltanto nell'abside, caratterizzata da influssi di stampo ravennate (o più genericamente levantini) riconoscibili nella pianta poligonale, negli archetti pensili aggettanti su mensole e coronati da una decorazione in laterizio. La facciata è stata ricostruita.
Caratteristiche dell’arte aretina a cavallo tra il XII e il XIII secolo sono le colonne ofitiche, di cui se ne rielabora una variante abitata che si ritrova nel pulpito della pieve di Gropina e in quello della chiesa di S. Croce ad Arezzo, i cui fusti di colonna presentano in alto un drago che si morde la coda, mentre in basso un essere serpentiforme con la coda piumata combatte con il leone stiloforo.